# Juan Bautista Beltrán
Pour les articles homonymes, voir Beltran.
Juan Bautista Beltrán est un sculpteur espagnol de la Renaissance travaillant dans la région de Valladolid, mort en 1569.

## Biographie
Juan Bautista Beltrán est un artiste espagnol sur lequel il y a peu de renseignements.
Il est marié à Juana López dont il a eu quatre enfants, Magdalena, mariée à Antonio García Montecano, Antonia, mariée à Pedro Cilleruelo, Pablo, baptisé en 1568 et mort jeune, et Alonso. Alonso est baptisé le 27 janvier 1570 et a eu comme parrain Juan de Juni. Au moment de sa mort, il habite dans la paroisse de San Andrés, à Valladolid.
Le 8 août 1562, il s'est engagé à réaliser un retable pour l'église de El Salvador de Simancas (province de Valladolid) avec Inocencio Berruguete. Il a dû connaître le sculpteur Juan de Anchieta à cette époque comme le montre le testament de Juan Bautista Beltrán signé le 20 août 1569. Ce testament montre aussi qu'il a été en relation avec Francisco de la Maza.
Il a réalisé avec le peintre Diego Pérez le retable de l'église d'Autillo, avec le sculpteur Diego de Roa, celui de l'église de Pañaflor, seul celui de l'église de San Lucar
Avec Esteban Jordán et Francisco de la Maza, il a fait partie des suiveurs de Juan de Juni.